# Traub Drehmaschinen
Traub Drehmaschinen (Eigenschreibweise: TRAUB Drehmaschinen) ist ein in Reichenbach an der Fils ansässiger Hersteller von CNC-Drehmaschinen.
Die Firma ging aus der 1938 gegründeten Einzelfirma Hermann Traub hervor. Von 1986 bis 1997 war sie als Traub AG börsennotiert und gehörte zu den großen Werkzeugmaschinenherstellern in Europa. Heute gehört die Firma zu den Index-Werken, besteht jedoch als eigene Marke fort.

## Geschichte

### Gründung
Hermann Traub entwickelte in seinem väterlichen Betrieb in Esslingen, dem Maschinenbauunternehmen Traub und Co., den Urtyp eines einfachen Dreh-, Bohr- und Abstechautomaten und stellte seine Konstruktion erstmals auf der Leipziger Messe im März 1938 vor. Der auf dem Prinzip der Rundführung basierende kleine Drehautomat fand in Leipzig einen überraschend starken Anklang. Deshalb gründete Hermann Traub am 15. September 1938 in Esslingen am Neckar mit fünf Mitarbeitern sein eigenes Unternehmen als Personengesellschaft.

### Der 2. Weltkrieg
Auch während des Zweiten Weltkrieges florierte das Unternehmen. Das Unternehmen war in der Kriegswirtschaft tätig und profitierte von ihr. Es bekam Zwangsarbeiter zugewiesen. 1940 wurde der 500. Automat ausgeliefert. Da der Bedarf weiter stark anstieg, wurde Ende 1940 in Reichenbach an der Fils mit dem Bau einer 800 m² großen Fertigungshalle begonnen, die zum Stammsitz des Unternehmens wurde.

### Die Nachkriegszeit
Fertigungsbeschränkungen der Alliierten nach Ende des Zweiten Weltkrieges zwangen Traub, Holzdrehbänke zu bauen, die jedoch auf den Konstruktionsplänen der zuvor gebauten Maschinen für die Metallbearbeitung beruhten. So konnte nach Aufhebung dieser Beschränkungen sofort voll produziert und im August 1948 bereits der 2000. und im März 1954 der 5000. Drehautomat ausgeliefert werden.

### Hermann Traub wird geehrt
Zum 65. Geburtstag im Mai 1961 verlieh die Gemeinde Reichenbach Hermann Traub die Würde eines Ehrenbürgers. Das Sportstadion in Reichenbach ist nach ihm benannt. Die Technische Hochschule Darmstadt ernennt ihn zum Ehrensenator und der Bundespräsident verleiht ihm das Bundesverdienstkreuz erster Klasse. Hermann Traub erbringt für seine Belegschaft viele soziale Leistungen. So gibt es bei ihm seit 1960 keine Arbeiter mehr, denn alle Mitarbeiter sind seit diesem Zeitpunkt im Angestelltenverhältnis mit einem Monatslohn tätig. Die Akkordvergütung wurde durch ein faires Mitarbeiter-Bewertungs-System abgelöst und Gleitzeit für alle Mitarbeiter eingeführt. Es gibt ein preiswertes Kantinenessen für alle Mitarbeiter.

### Der technologische Fortschritt
Seit Gründung des Unternehmens wurden bisher ausschließlich rein mechanische, über Kurven gesteuerte Maschinen, gebaut. Bis 1979 wurden mehr als 70.000 kurvengesteuerte Drehmaschinen verkauft. Diese wurden in den 1970er Jahren durch programmgesteuerte Maschinen ergänzt, bei denen Lochkarten als Programmträger dienten. In 1979 begann Traub die Produktion von CNC-Drehmaschinen, die bis 1982 die Maschinen mit Lochkarten weitgehend ablösten.
Im Jahre 1980 beschäftigte Hermann Traub im Inland 1.200 und im Ausland 1.132 Beschäftigte und erzielte im Konzern einen Umsatz von 227 Mio. DM. Seit den ersten 30 Jahren ausschließlich rein mechanische, über Kurven gesteuerte Maschinen, gebaut. Diese wurden in den 1970er Jahren durch programmgesteuerte Maschinen ergänzt, bei denen Lochkarten als Programmträger dienten. Die letzteren wurden jedoch bereits 1982 weitgehend von den neu eingeführten CNC-Drehmaschinen abgelöst.
Im Jahre 1980 beschäftigte Hermann Traub im Inland 1.200 und im Ausland 1.132 Beschäftigte und erzielte im Konzern einen Umsatz von 227 Mio. DM. 1983 wurde aus der Einzelfirma Hermann Traub die Traub GmbH.

### Die Traub AG
1986 wurde die Firma zur Traub AG und ging an die Börse. Durch Inanspruchnahme des Kapitalmarktes sollte das rasche Wachstum und die geplante Geschäftsausweitung des international arbeitenden Unternehmens auf eine gesicherte finanzielle Basis gestellt werden. Das Grundkapital wurde von 10 Mio. DM auf 32 Mio. DM erhöht, das Aktienkapital betrug zur Emission entsprechend 22 Mio. DM. Die Familie Traub behielt 38 % am Grundkapital, die Familie van Kempen 20 %. Damit hielt die Familie weiterhin eine Mehrheit am Unternehmen. Der Rest war Streubesitz bei institutionellen und privaten Investoren.
Weitere Kapitalerhöhungen folgten 1988 und 1989. Das Grundkapital betrug danach 47 Mio. DM.

### Expansion trotz Krise
Eine positive Entwicklung des Unternehmens und der deutschen Wirtschaft führten ab 1988 zu weitreichenden Expansionsplänen der Traub AG. Als weiterer europäischer Produktionsstandort wurde Ende 1989 der französische Drehmaschinenhersteller SONIM übernommen. 1991 erfolgte die Übernahme von Gloria Corsico bei Mailand, ein Hersteller von vertikalen Bearbeitungszentren.

#### Die 1. Krise
Der Maschinenbau insgesamt, insbesondere der Werkzeugmaschinenbau, waren eng an die weltweite Konjunktur gekoppelt. Der weltweit längste und tiefste Konjunktureinbruch begann 1990/91 und wurde erst 1994 von einer Belebung abgelöst. 1989 wurden weltweit etwa 80 Milliarden DM an Werkzeugmaschinen hergestellt. Bis 1994 sank die Produktion auf 47 Milliarden DM.
Ähnlich stark wirkte sich dies auf die Produktion und den Umsatz der Traub AG aus. Die die Traub AG finanzierenden Banken entschlossen sich, dem Unternehmen neue Kredite in Höhe von 191 Mio. DM zu gewähren und auf Forderungen in Höhe von 9 Mio. DM zu verzichten. Im Rahmen von Poolverträgen wurden die Banken durch Grundschulden, der Sicherungsübereignung von Warenvorräten und der Globalzession von Kundenforderungen gesichert.
Die Banken entschuldeten die Traub AG um insgesamt 80 Mio. DM, ein Teil der Kredite wurde in Genussrechtskapital umgewandelt. Das Kapital wurde von van Kempen um 10 Mio. DM auf 47 Mio. DM erhöht. Traub strahlte zum ersten Mal nach langer Zeit Zuversicht aus.

#### Die weitere Expansion
Weiterhin entschloss sich die Traub AG ins Geschäft mit Fräsmaschinen einzusteigen. Im März 1993 wurde mit der Firma Berthold Hermle AG in Gosheim, die Fräsmaschinen herstellte, zunächst ein Kooperationsvertrag geschlossen und ein Auslandsvertrieb aufgebaut. Im Oktober 1994 übernahm die Traub AG 50,1 % der Stammaktien der Berthold Hermle AG. Die Produkte der Hermle AG wurden über die Traub AG vertrieben.
Im Oktober 1993 übernahm die Traub AG die Heckert Chemnitzer Werkzeugmaschinen GmbH, die in Chemnitz ebenfalls Fräsmaschinen herstellte, von der Treuhandanstalt in Berlin. Der Kaufpreis betrug 7 Mio. DM, dagegen erhielt Traub für Heckert einen Sanierungszuschuss von 117 Mio. DM. Heckert war ein alteingesessenes sächsisches Unternehmen, das zur DDR-Zeit vor allem die Ostmärkte bediente. Traub AG erhielt für diesen Erwerb nicht nur die finanzielle Unterstützung durch die Treuhandanstalt, sondern versprach sich auch die Erschließung der Märkte im Osten Europas. Heckert beschäftigte bei der Übernahme 450 Mitarbeiter und erzielte einen Umsatz von 80 Millionen DM. Der Kauf von Heckert wurde von dem damaligen Traub-Vorstandsvorsitzenden Hans Dieter Pötsch betrieben. 1994 erfolgte die Gründung der Traub-Heckert Vertriebs GmbH einer gemeinsamen Vertriebsgesellschaft.
Die Konjunkturbelebung des Jahres 1994 gewann zunehmend an Dynamik und führte im Verlauf des ersten Halbjahres 1995 gegenüber der Vorjahresperiode zu sehr hohen Zuwachsraten im Auftragseingang. Die Folge waren euphorische Zukunftserwartungen in der gesamten Branche.

### Traub AG sucht nach Partner
Schon im Jahr 1996 war ein starker Rückgang der Auftragseingänge zu verzeichnen und brachte die Traub AG erneut in wirtschaftliche Schwierigkeiten.
Mit Beginn des Jahres 1996 begaben sich Vorstand und Aufsichtsrat der Traub AG sowie die Deutsche Bank AG als Führerin des Bankenpools auf die intensive Suche nach einem finanzstarken Partner. Die Notwendigkeit hierfür wurde im Mai 1996 auf der Bilanzpressekonferenz der Traub AG öffentlich bekanntgemacht. Es wurden intensive Gespräche mit deutschen, amerikanischen und asiatischen Werkzeugmaschinenherstellern geführt, die jedoch aus unterschiedlichsten Gründen nicht zum Erfolg führten.
Auf Grund der finanziellen Schwierigkeiten verkaufte die Traub AG Teile des Hermle-Aktienpakets.

### Der Konkurs
Der Vorstand beantragte am 15. Oktober 1996 beim Amtsgericht Esslingen für die Traub AG und für die Tochtergesellschaften Traub Drehmaschinen GmbH, Traub-Heckert Vertriebs GmbH und Traub Grundstücksverwaltung GmbH das gerichtliche Vergleichsverfahrens zur Abwendung des Konkurses zu eröffnen. Als Verwalter wurde der Stuttgarter Rechtsanwalt Volker Grub bestellt.
Das Vergleichsverfahren hätte erfordert, dass die Gläubiger eine Mindestquote von 35 Prozent auf ihre Forderungen erhalten. Grub stellte fest, dass dies nicht möglich war. Das Amtsgericht Esslingen eröffnete deshalb am 11. Februar 1997 das Konkursverfahren. Grub sah die Möglichkeit, für den Kernbereich der Traub AG in Reichenbach im Konkursverfahren einen Übernehmer zu finden. Die Unternehmen der Traub Gruppe hatten zu diesem Zeitpunkt 1.100 Mitarbeiter.
Übernahmeverhandlungen
Die Verhandlungen mit Interessenten konzentrierten sich auf zwei große deutsche Maschinenbauunternehmen, die Gildemeister AG und die Index-Werke GmbH und Co. KG Hahn und Tessky. Beide unterbreiteten dem Konkursverwalter ein Übernahmeangebot. Die Angebote waren jedoch nicht gleichwertig. Das Gildemeister Angebot war das bessere. Der gebotene Kaufpreis war fast ein Drittel höher als der von Index. Auch wären 90 Mitarbeiter mehr übernommen worden. Gildemeister konnte jedoch den Kaufpreis nicht aus eigener Kraft finanzieren, sondern benötigte und forderte Kredite vom Traub Bankenpool. Beide Interessenten konnten ihr Angebot in einer Sitzung des gesamten Bankenpools unterbreiten und erläutern. Der Bankenpool entschied sich für das Angebot der Index-Werke, die eine solide Finanzierung dieser Akquisition vorweisen konnte.

#### INDEX übernimmt Traub
Grub schloss bereits am 10. März 1997 mit Index einen Kaufvertrag mit der sofortigen Übernahme des Drehmaschinenbereichs der Traub Gesellschaften ab. Vertragspartner wurde die neu gegründete Index Drehmaschinen GmbH, die später in Traub Drehmaschinen GmbH umbenannt wurde und zunächst ihren Sitz in Reichenbach erhielt. Übernommen wurden 450 Traub-Mitarbeiter und 45 Auszubildende. Von den Traub Tochtergesellschaften wurde nur die Vertriebsgesellschaft in Schweden übernommen. Das Betriebsanwesen in Reichenbach wurde von Index zunächst gepachtet und später zum Teil käuflich übernommen.

#### Die Abwicklung der Tochtergesellschaften
- Die noch bestehende Beteiligung von 25,1 % an der Maschinenfabrik Berthold Hermle AG, Gosheim, veräußerte Grub am 23. Dezember 1996 an Dietmar Hermle, den damaligen Vorstandsvorsitzenden.
- Traubomatic Industria Commercio Ltda. São Paulo, Brasilien, veräußerte Grub im Wege eines Management-Buy-outs am 28. Juli 1997 an Führungskräfte des Unternehmens.
- TOS Galanta a.s., Slowakei, veräußerte Grub am 6. Oktober 1997 im Wege eines Management-Buy-outs an Führungskräfte des Unternehmens.
- Traub Gloria S.R.L., Corsico, Italien, wurde am 26. Februar 1997 von Comec Innovative S.R.L., Delta Machines S.A. und Maut Essedi S.R.L., alle Italien, übernommen und in T.H. Machining Center S.R.L. umbenannt. Ein Geschäftsanteil von 80 000 DM an der Neckarhafen Plochingen GmbH wurde von der Gesellschaft übernommen.
- Traub-Heckert UK Ltd., Northamptonshire, Großbritannien, wurde am 20. März 1997 im Wege eines Management-Buy-outs von Führungskräften übernommen.

Folgende ausländische Vertriebsgesellschaften wurden vom Konkursverwalter Grub stillgelegt:
- Traub-Hermle Corporation, Menomonee Falls, Wisconsin, USA
- Traub-Heckert Tech Centre (S) Pte Ltd., Singapore
- Traub-Heckert Benelux B.V., Ooesterhout, Niederlande
- Traub-Heckert Austria GesmbH, Pasching, Österreich
- Traub-Heckert Iberica S.A., Madrid, Spanien
- Traub-Heckert Italia S.R.L., Corsico, Italien

Die Heckert Chemnitzer Werkzeugmaschinen GmbH beantragte am 30. Oktober 1996 beim Amtsgericht Chemnitz das Gesamtvollstreckungsverfahren. Der Gesamtvollstreckungsverwalter Bruno Kübler führte das Unternehmen erfolgreich fort und veräußerte es im Juni 1998 an die Starrag, Schweiz, veräußert.

#### Das Ende der Konkursverfahren
Die Traub-Konkursverfahren konnten erst 2013 beendet werden. Das Verfahren der Traub AG wurde mangels Masse eingestellt. Bei der Traub Drehmaschinen GmbH ergab sich eine Zahlungsquote von 2 % und bei Traub-Heckert wurden nur Bevorrechtigte Gläubiger befriedigt. Die kreditgebenden Banken fielen mit einem Betrag von 83 Mio. Euro aus.

## Heute
Bis heute besteht die Traub Drehmaschinen GmbH & Co. KG als eigenständige Tochtergesellschaft der Index-Werke fort. Bis heute verfolgen Index/Traub eine Zwei-Marken-Strategie.
Im Speziellen stellt das Unternehmen Universal-Drehautomaten, Lang- und Kurzdrehautomaten sowie CNC-Dreh-Fräszentren her. Die Gruppe ist weltweit mit sechs Produktionsstandorten, fünf internationalen Vertriebs- und Servicegesellschaften sowie 80 Vertretungen aktiv. Traub Drehmaschinen beschäftigt im Jahr 2013 392 Mitarbeiter und erzielte 2012 einen konsolidierten Umsatz von ca. 120 Millionen Euro.

### Tätigkeitsfelder
- Kraftfahrzeug/Zulieferindustrie (40 %)
- Maschinenbau (15 %)
- Elektrotechnik (10 %)
- Armaturen / Fluidtechnik (10 %)
- Optik / Feinwerktechnik (10 %)
- Medizintechnik (10 %)
- Luft- und Raumfahrt (5 %)